# Joe Chealey
Joseph Emmanuel "Joe" Chealey (Orlando, Florida, 1 de noviembre de 1995) es un baloncestista estadounidense que juega en el MKS Dąbrowa Górnicza de la PLK polaca. Con 1,91 metros de estatura, juega en la posición de base.

## Trayectoria deportiva

### Universidad
Jugó cuatro temporadas con los Cougars del College of Charleston, en las que promedió 14,2 puntos, 3,5 rebotes y 3,1 asistencias por partido. La temporada 2015-16 se la perdió entera debido a una rotura en el tendón de Aquiles durante un entrenamiento. En sus dos últimas temporadas fue incluido en el mejor quinteto de la Colonial Athletic Association.

#### Estadísticas
| Año     | Equipo                | PJ  | PT  | MPP  | %TC  | %3P  | %TL  | RPP | APP | ROB | TPP | PPP  |
| ------- | --------------------- | --- | --- | ---- | ---- | ---- | ---- | --- | --- | --- | --- | ---- |
| 2013–14 | College of Charleston | 27  | 10  | 20.7 | .365 | .297 | .667 | 2.0 | 2.0 | .7  | .3  | 6.9  |
| 2014–15 | College of Charleston | 33  | 32  | 32.5 | .402 | .306 | .758 | 3.6 | 3.3 | .9  | .2  | 12.4 |
| 2016–17 | College of Charleston | 35  | 33  | 33.8 | .432 | .392 | .822 | 3.5 | 3.2 | 1.0 | .0  | 17.8 |
| 2017–18 | College of Charleston | 34  | 34  | 35.4 | .393 | .348 | .858 | 4.6 | 3.6 | .9  | .1  | 18.0 |
| Total   | Total                 | 129 | 109 | 31.1 | .404 | .347 | .805 | 3.5 | 3.1 | .9  | .1  | 14.2 |

### Profesional
Tras no ser elegido en el Draft de la NBA de 2018, jugó con los Charlotte Hornets las Ligas de Verano de la NBA, en las que en cuatro partidos promedió 6,2 puntos y 4,2 rebotes. El 27 de julio firmó contrato con los Hornets para disputar la pretemporada.
El 6 de agosto de 2021, firma por el Hapoel Galil Gilboa de la Ligat Winner.
En la temporada 2022-23, firma por el MKS Dąbrowa Górnicza de la PLK polaca.

## Estadísticas de su carrera en la NBA

### Temporada regular
| Año     | Equipo    | PJ | PT | MPP | %TC  | %3P  | %TL   | RPP | APP | ROB | TPP | PPP |
| ------- | --------- | -- | -- | --- | ---- | ---- | ----- | --- | --- | --- | --- | --- |
| 2018-19 | Charlotte | 1  | 0  | 8.0 | .333 | –    | –     | .0  | 1.0 | .0  | .0  | 2.0 |
| 2019-20 | Charlotte | 4  | 0  | 8.3 | .000 | .000 | 1.000 | .0  | .3  | 1.0 | .0  | .5  |
| Total   | Total     | 5  | 0  | 8.2 | .100 | .000 | 1.000 | .0  | .4  | .8  | .0  | .8  |